# Karpaten-Glockenblume

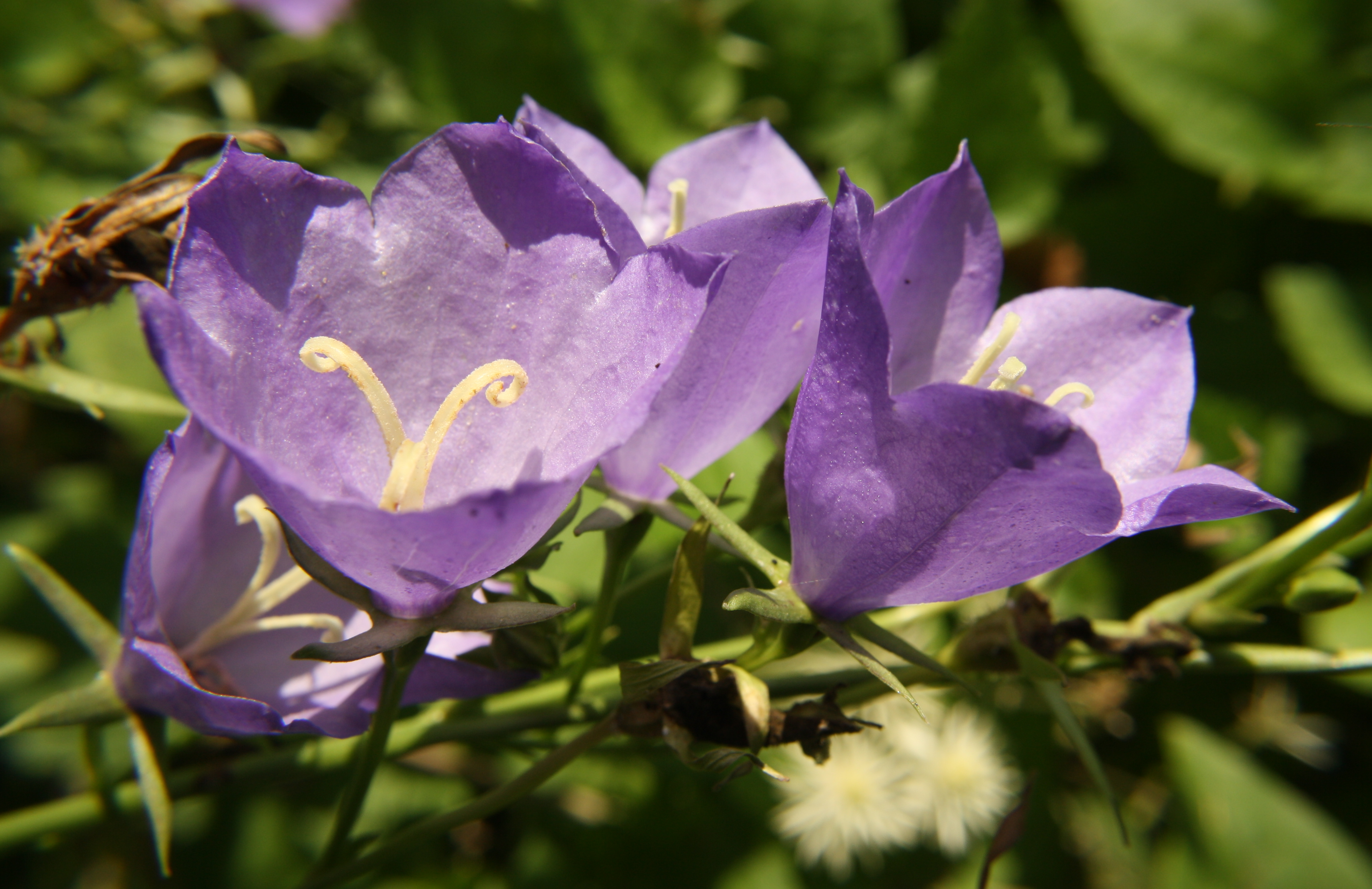
Blüten

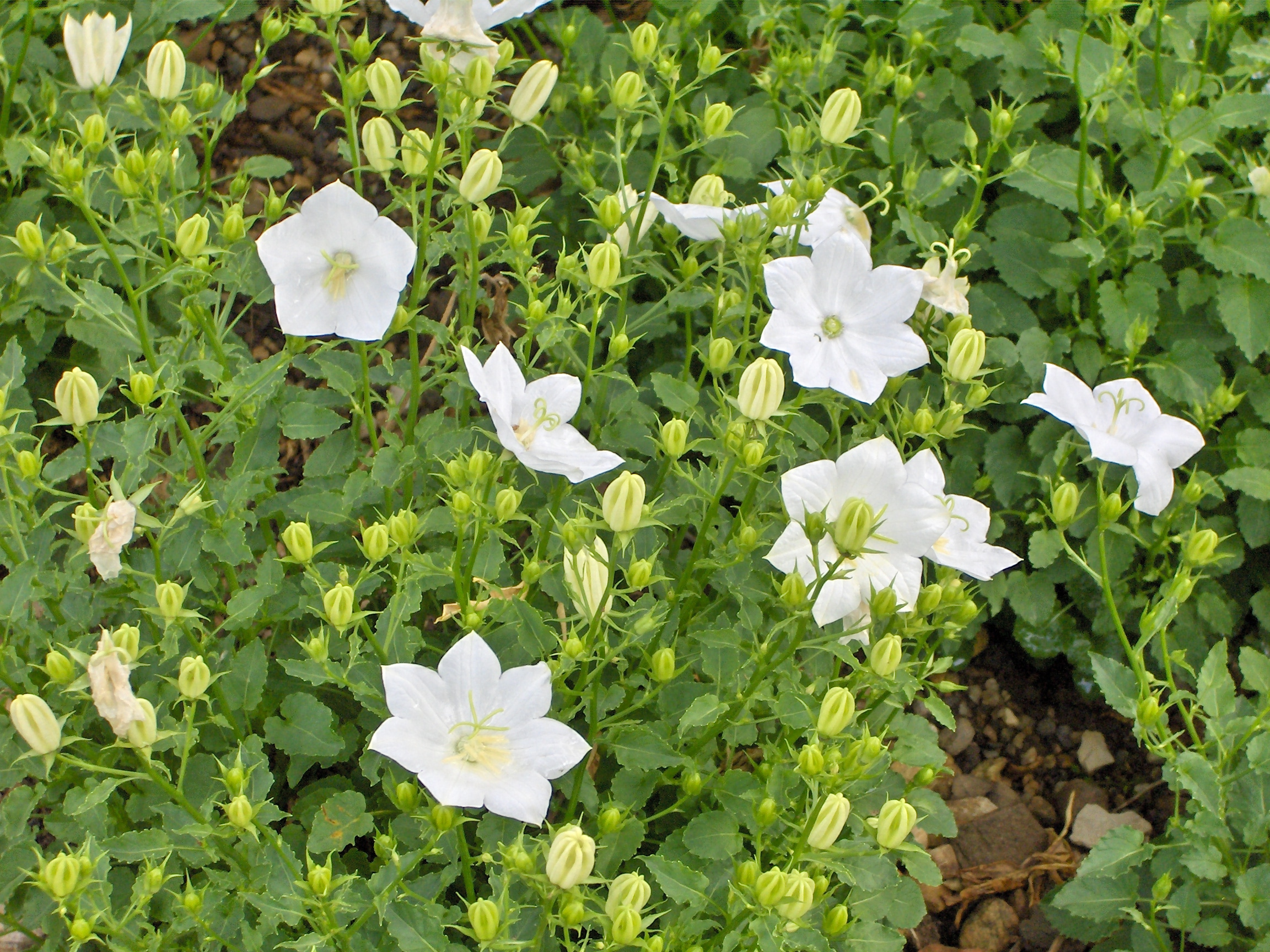
Sorte 'Weisse Clips'

Die Karpaten-Glockenblume (Campanula carpatica) ist eine Pflanzenart aus der Gattung der Glockenblumen (Campanula) in der Familie der Glockenblumengewächse (Campanulaceae).

## Merkmale
Die Karpaten-Glockenblume ist eine immergrüne, ausdauernde Pflanze, die Wuchshöhen von (10) 30 bis 50 Zentimeter erreicht. Sie bildet ein Pleiokorm aus. Der Stängel ist aufrecht oder aufsteigend und verzweigt. Die Grundblätter sind rundlich oder herzförmig und grob gezähnt, die Spreite ist 2,5 bis 5 Zentimeter lang. Die Blüten sind einzeln. Die Krone ist schüsselförmig und 30 bis 40 Millimeter breit, ihre Zipfel sind breit halbrund, stumpf oder zugespitzt. Die Kapselfrucht ist eiförmig-zylindrisch, die Poren sind nahe am oberen Rand.
Blütezeit ist im Juni, zum Teil beginnt sie bereits im Mai und dauert bis August.
Die Chromosomenzahl beträgt 2n = 34.

## Vorkommen
Die Karpaten-Glockenblume kommt in den Süd- und Ost-Karpaten auf Felsbändern im Bergwald vor. Sie hat ursprüngliche Vorkommen in den Ländern Rumänien, Ukraine, Polen und in der Slowakei.

## Taxonomie und Systematik
Die Karpaten-Glockenblume wurde 1770 von Nicolaus Joseph von Jacquin in Hortus Botanicus Vindobonensis Band 1 Teil 1 Seite 22 als Campanula carpatica erstbeschrieben. 
Neben der Nominatform der Karpaten-Glockenblume wurde eine Zwergform als Varietät Campanula carpatica var. turbinata (Schott, Nyman et Kotschy) Nichols beschrieben. Diese ist kompakter, erreicht Wuchshöhen von 10 bis 15 Zentimeter und hat bis zu 50 Millimeter breite Blüten.

## Nutzung
Die Karpaten-Glockenblume wird verbreitet als Zierpflanze für Steingärten und Trockenmauern genutzt. Sie ist seit spätestens 1770 in Kultur. Es gibt zahlreiche Sorten, deren Kronenfärbung reicht von dunkelblau über dunkelviolett bis hellviolett mit weißer Mitte. Die Sorte 'Warley White' ist sommergrün und hat eine lavendelblaue, mit 4 Kronvierteln gefüllte Krone.
Die Karpaten-Glockenblume bildet mit anderen Glockenblumenarten Hybride:
- Campanula carpatica var. turbinata × Campanula raineri: Campanula × pseudoraineri hort., die Blätter sind grau behaart.
- Campanula carpatica var. turbinata oder Campanula pulla × Campanula waldsteiniana: Campanula × stansfieldii hort., die Krone ist breitglockig, aufrecht bis nickend und violett.
- Campanula carpatica × Campanula cochleariifolia: Campanula × haylodgensis hort., die Blattspreite ist lediglich 1 (bis 2) Zentimeter lang.